# Silvia Schantl
Silvia Schantl (* 12. März 1983 in Graz) ist eine österreichische Schauspielerin.

## Leben
Um Schauspiel zu studieren, zog Silvia Schantl mit 16 Jahren nach Klagenfurt und absolvierte während der Schulzeit eine vierjährige Ausbildung an einer privaten Schauspielschule. Sie studierte Publizistik- und Kommunikationswissenschaften an der Universität Klagenfurt, parallel dazu Theater-, Film- und Medienwissenschaft an der Universität Wien, und schloss mit dem Magister ab.
Ab 2001 spielte sie nach eigenen Angaben auf Theaterbühnen. Zwischen 2005 und 2010 übernahm sie Rollen in Kurz- und Spielfilmen. Sie war als Werbesprecherin unter anderem für Milka und Opel tätig und im österreichischen Hörfunk als Werbestimme von "Alles Liebe, Bipa" zu hören.

## Auszeichnungen
- 2011: „Times Square Award“ als beste Hauptdarstellerin beim „New York City Film Festival“ für ihre Rolle der „Hannah“ im Spielfilm 22:43 – Das Schicksal hat einen Plan[1]

## Filmografie
- 2005: Die Liebe eines Priesters (ZDF/ORF-Fernsehfilm, Nebenrolle)
- 2005/2006: Das weiße Kleid (Kurzfilm von David Hofer), Weltpremiere der neuen Fassung auf dem Austrian Filmfestival 2011[4]
- 2010: 22:43 – Das Schicksal hat einen Plan (Spielfilm, Hauptrolle)
- 2010: Den Letzten fressen die Fliegen (Kurzfilm, Weltpremiere auf dem Austrian Filmfestival 2012[5])